# Xã Upper Loutre, Quận Montgomery, Missouri
Xã Upper Loutre (tiếng Anh: Upper Loutre Township) là một xã thuộc quận Montgomery, tiểu bang Missouri, Hoa Kỳ. Năm 2010, dân số của xã này là 1.712 người.